# Csaba Köves
Csaba Köves (* 27. Oktober 1966 in Budapest) ist ein ehemaliger ungarischer Säbelfechter.

## Erfolge
Csaba Köves wurde 1991 in seiner Geburtsstadt Budapest und 1993 in Essen mit der Mannschaft Weltmeister. Darüber hinaus wurde er mit ihr 1990 in Lyon und 1994 in Athen Vizeweltmeister und gewann 1995 in Den Haag und 1997 in Kapstadt die Bronzemedaille. Bei Europameisterschaften belegte er 1993 in Linz den zweiten Rang. Dreimal nahm er an Olympischen Spielen teil: bei den Olympischen Spielen 1992 in Barcelona unterlag er mit der ungarischen Equipe auf dem Weg ins Finale lediglich in der Vorrunde dem Vereinigten Team, auf das es auch im Gefecht um den Olympiasieg traf. Erneut hatte Ungarn, diesmal mit 5:9, das Nachsehen, sodass Köves gemeinsam mit Imre Bujdosó, Péter Abay, György Nébald und Bence Szabó die Silbermedaille erhielt. Im Einzel belegte er den elften Rang. 1996 wiederholte er in Atlanta den Mannschaftserfolg mit dem erneuten Gewinn der Silbermedaille. Mit József Navarrete und Bence Szabó verlor er im Finale gegen Russland deutlich mit 25:45. Die Einzelkonkurrenz schloss Köves auf Rang 18 ab. In Sydney wurde er im Jahr 2000 bei den Olympischen Spielen mit der Mannschaft Fünfter, während er im Einzel nochmals den elften Rang erreichte.